# Jermaine Eluemunor
Jermaine Eluemunor (Londres, Inglaterra, 13 de diciembre de 1994) es un jugador profesional inglés de fútbol americano que se desempeña en la posición de lineman en Las Vegas Raiders, equipo de la National Football League (NFL).

## Carrera
Fue seleccionado en la quinta ronda en la Reunión Anual de Selección de Jugadores de la NFL de 2017. Hizo su debut profesional con el equipo Baltimore Ravens, en el cual jugó dos temporadas (2017-2019), después pasó a New England Patriots (2019-2021), luego a Las Vegas Raiders, donde lleva jugando tres temporadas.